# Alan Sepinwall
Alan Sepinwall é um crítico de televisão e autor norte-americano. Ele passou 14 anos como colunista do jornal The Star-Ledger em Newark, até deixar o jornal em 2010 para trabalhar para o website de entretenimento HitFix.
Sepinwall começou a escrever sobre televisão com críticas à série NYPD Blue enquanto estudava na Universidade da Pensilvânia, que levou ao seu emprego no The Star-Ledger. Em 2007, imediatamente após o seriado The Sopranos ter acabado, o criador do programa, David Chase, concedeu-o uma entrevista única a Sepinwall. Dois anos depois, o crítico abertamente instigou a National Broadcasting Company (NBC) a não cancelar a série de acção-comédia Chuck, e o co-presidente da NBC Entertainment, Ben Silverman, parcialmente creditou Sepinwall na reavivação da série.
O webiste Slate.com disse que Sepinwall "alterou a natureza do criticismo na televisão" e chamou-o de "o rei reconhecido da forma" por causa das recapitulações semanais e críticas de episódios. Sepinwall e o crítico de televisão Dan Fienberg apresentam um podcast no HitFix chamado "Firewall & Iceberg", no qual eles discutem e criticam televisão.

## Vida pessoal
Sepinwall é casado e tem uma esposa e filho.